# Янкі-Дудл

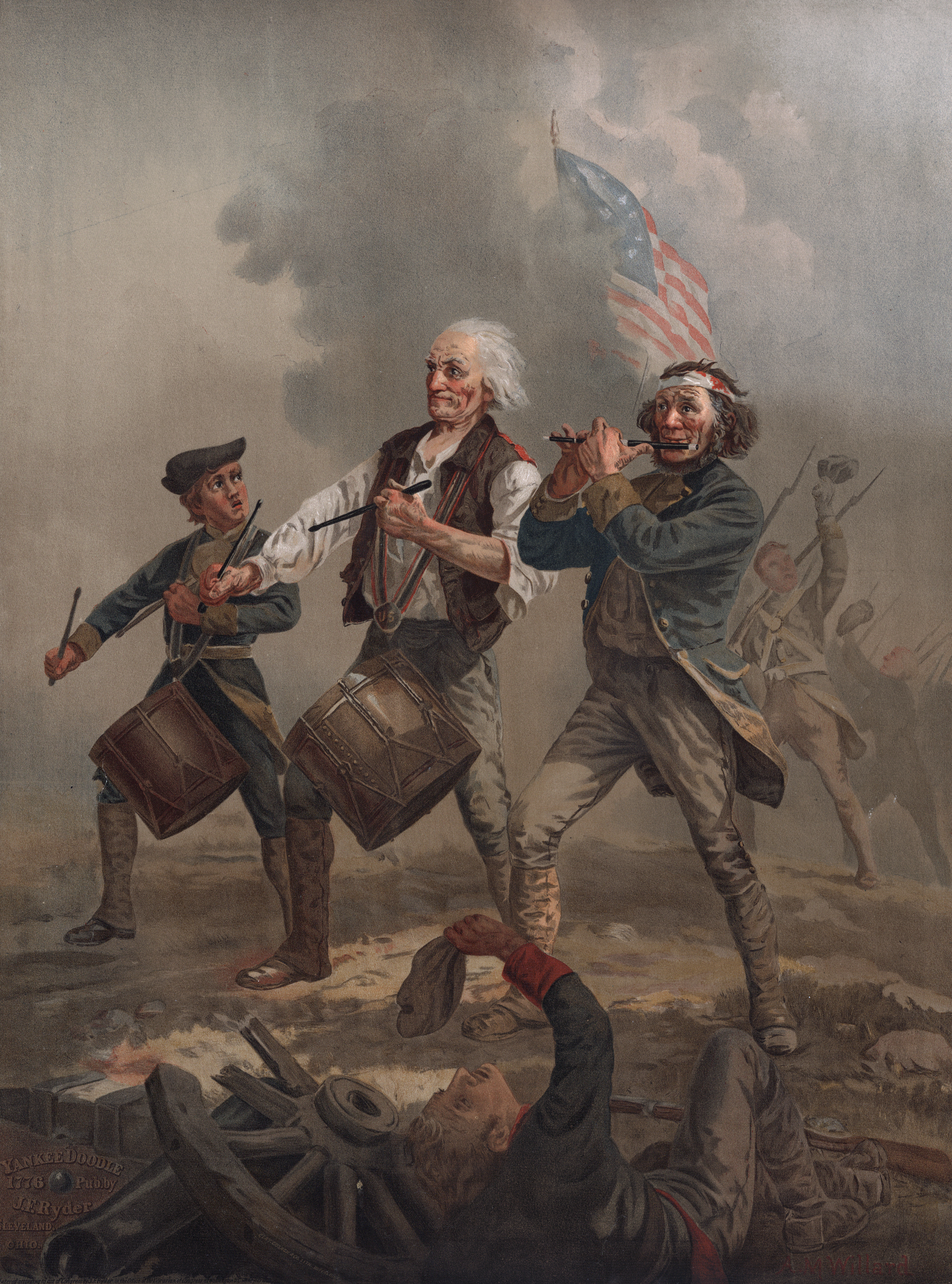
Картина Арчибальда Вілларда «Янкі Дудл», або «Дух 76 року»

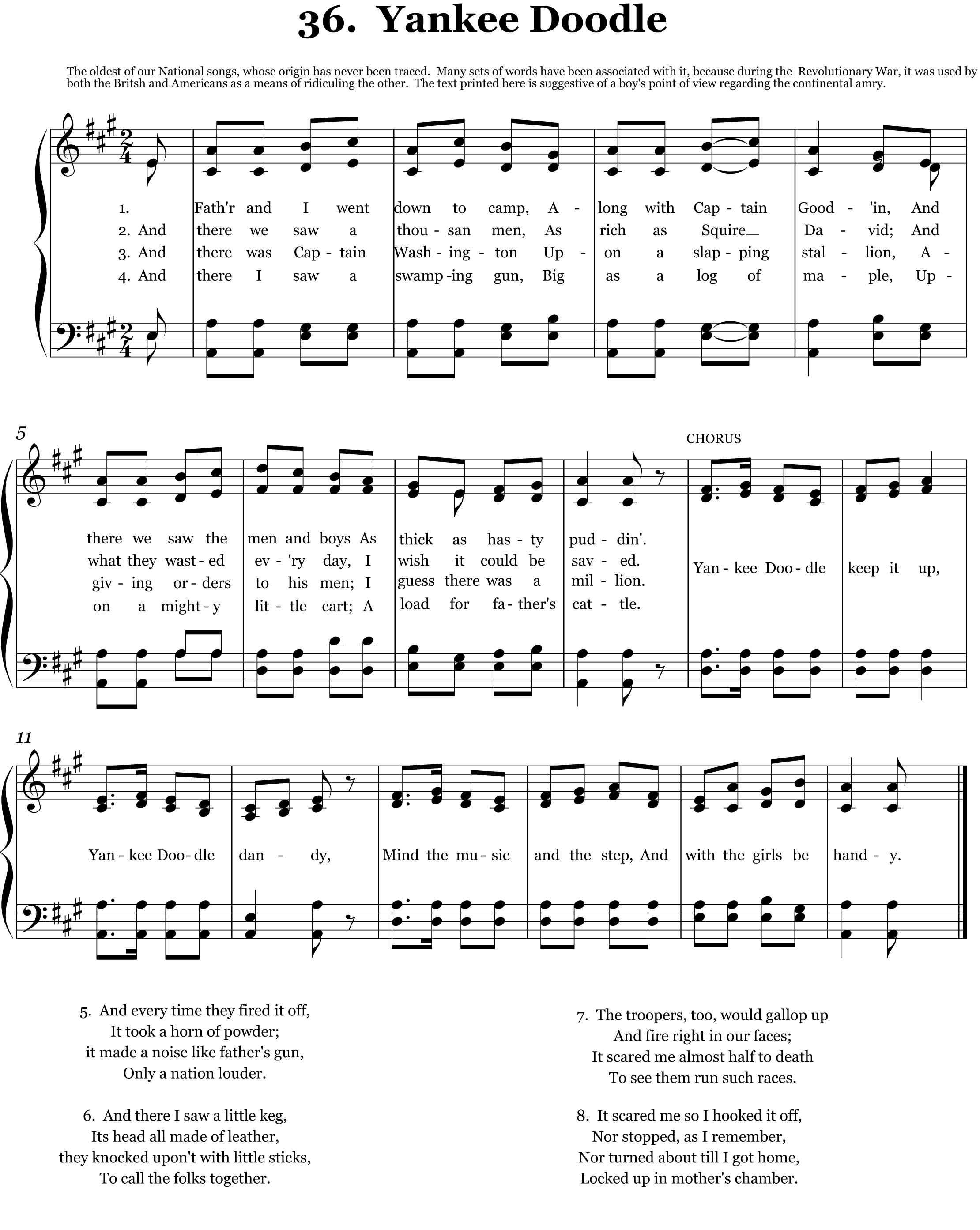
Ноти «Янкі Дудл» у пісеннику

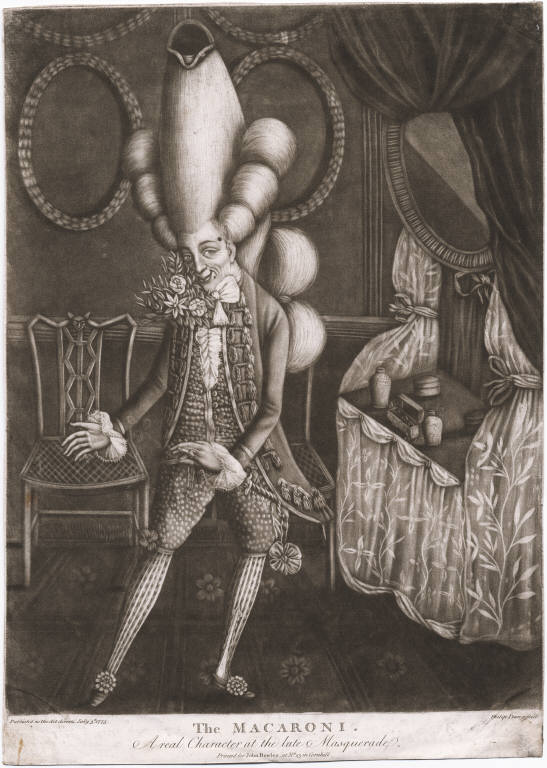
Макароні. Філіп До. 1773

«Янкі Дудл» (англ. Yankee Doodle) — патріотична американська народна пісня. Її можна вважати найвідомішою із американських пісень, чиє походження залишається найбільш таємничим. Звідки б вона не походила, термін «Янкі Дудл» використовувався у колоніальні часи мешканцями Нью-Йорка і британськими солдатами. Ранні версії пісні датуються Семирічною війною та Американською революцією. Пісня стала державним гімном Коннектикуту. Викорисовувалась в якості заставки радіостанції «Голос Америки».

## Ранні версії
У часи перед Американською революцією на простеньку мелодію пісні співався текст, яким збиткувались британські офіцери над розпатланими і неорганізованими північноамериканськими (місцевими) новобранцями (так званими янкі) у Семирічній війні, що на теренах Північної Америки вилилась у війну з французами та індіанцями.
Традиція та джерела вказують, що автором тексту став полковий лікар Річард Шакберг (Richard Shuckburgh), щоб висміяти місцевих новобранців-янкі.
Найбільш рання відома версія тексту пісні датується проміжком 1755 — 1758 років, оскільки точна дата створення спірна:
Brother Ephraim sold his Cow
And bought him a Commission;
And then he went to Canada
To fight for the Nation;
But when Ephraim he came home
He proved an arrant Coward,
He wouldn't fight the Frenchmen there
For fear of being devoured. 
В цих рядках згадується практика купівлі офіцерських звань у Британській армії, що була розповсюджена з 17 по 19 сторіччя, так звана «купівля офіцерських патентів» (англ. The purchase of officer commissions in the British Army).
Американці доброзичливо сприйняли образливу пісню, бо стали пишатися, що вони янкі і, переробивши трохи текст, стали співати «Янкі Дудл» як патріотичну пісню.
Вважається, що патріотичний американський текст написав у 1776 році Едвард Бенгс, студент-другокурсник з Гарварду та колоніст-доброволець.
Найбільшої популярності пісня набула під час Американської революції через її використання американськими патріотами після битв під Лексінгтоном і Конкордом.

## Янкі Дудл— етимологія
Якщо з «янкі» все більш-менш зрозуміло, то що таке «дудл» достеменно не відомо, але відомі такі версії: це спотворена індіанцями назва англійців французами; переосмислена голландська пісня XV століття про збирання врожаю, яка починалась словами «Yanker dudel doodle down».
Під словом Дудл могло ховатись сленгове слово на позначення пеніса або на позначення дурня.

## Текст пісні
У тексті пісні згадуються реалії того часу: макароні (принизливий термін для чоловіка XVIII століття, що хотів виглядати модним, але мав смішний і дуже чудернацький вигляд), капітан Вільям Ґудінг з Дайтону, штат Массачусетс, що керував ротою міліції (ополчення) під час війни з французами та індіанцями, та капітан Вашингтон, що свого часу також у ній брав участь, американська страва гасті-пудинг (англ. hasty pudding), порохівниця у вигляді рогу тощо.
В одній із версій пісні згадується Джон Генкок, діяч Американської революції, президент Другого Континентального конгресу.
Yankee Doodle came to town,
For to buy a firelock,
We will tar and feather him,
And so we will John Hancock. 

Нижче подається найрозповсюдженіший повний текст пісні (за Джорджем П. Моріссом):
Fath'r and I went down to camp,
Along with Cap'n Goodin',
And there we saw the men and boys
As thick as hasty puddin'.
CHORUS:
Yankee Doodle keep it up,
Yankee Doodle dandy,
Mind the music and the step,
And with the girls be handy.
And there we saw a thousand men
As rich as Squire David,
And what they wasted every day,
I wish it could be saved.
CHORUS
The 'lasses they eat it every day,
Would keep a house a winter;
They have so much, that I'll be bound,
They eat it when they've mind ter.
CHORUS
And there I see a swamping gun
Large as a log of maple,
Upon a deuced little cart,
A load for father's cattle.
CHORUS
And every time they shoot it off,
It takes a horn of powder,
and makes a noise like father's gun,
Only a nation louder.
CHORUS
I went as nigh to one myself
As 'Siah's inderpinning;
And father went as nigh again,
I thought the deuce was in him.
CHORUS
Cousin Simon grew so bold,
I thought he would have cocked it;
It scared me so I shrinked it off
And hung by father's pocket.
CHORUS
And Cap'n Davis had a gun,
He kind of clapt his hand on't
And stuck a crooked stabbing iron
Upon the little end on't
CHORUS
And there I see a pumpkin shell
As big as mother's bason,
And every time they touched it off
They scampered like the nation.
CHORUS
I see a little barrel too,
The heads were made of leather;
They knocked on it with little clubs
And called the folks together.
CHORUS
And there was Cap'n Washington,
And gentle folks about him;
They say he's grown so 'tarnal proud
He will not ride without em'.
CHORUS
He got him on his meeting clothes,
Upon a slapping stallion;
He sat the world along in rows,
In hundreds and in millions.
CHORUS
The flaming ribbons in his hat,
They looked so tearing fine, ah,
I wanted dreadfully to get
To give to my Jemima.
CHORUS
I see another snarl of men
A digging graves they told me,
So 'tarnal long, so 'tarnal deep,
They 'tended they should hold me.
CHORUS
It scared me so, I hooked it off,
Nor stopped, as I remember,
Nor turned about till I got home,
Locked up in mother's chamber.
CHORUS
Інколи до пісні припасовують ще один куплет-зачин:
Yankee Doodle went to town
A-riding on a pony,
Stuck a feather in his cap
And called it macaroni.
У перекладі
Янкі Дудл в місто йшов
Кататися на поні,
В шапку пір'я устромив,
Назвав це макароні.

### Зміст пісні
Герой пісні — веселий простак Янкі-Дудл, який долучається разом з батьком та капітаном Ґудінгом до табору патріотів-добровольців. Розповідаючи про самих вояків, він говорить про те, що вони товсті, як гастлі-пудинг, марнотратні і їдять, коли тільки захочуть мелясу (солодощі). Там є гармата завбільшки з колоду, яка стріляє так само, як і таткова рушниця, але трохи голосніше. Далі описується зброя, яку порівнюють у пісні з чимость дуже побутовим, що з одного боку дає комічний ефект, з іншого показує, який зовсім невійськовий хлопець Янкі-Дудл пішов у добровольці. Врешті Янкі-Дудл бачить самого капітана Вашинґтона і, зачарований ним, думає, що стрічки з його капелюха він міг би подарувати своїй коханій. Почет військових навколо ватажка Янкі-Дудл пояснює тим, що Вашинґтон став дуже гордим. Після бою Янкі-Дудлу було наказано рити могили. Янкі-Дудл злякався, втік додому і зачинився у мамчиній кімнаті.
У приспіві звучать такі слова:
Янкі-Дудл, так тримати!
Янкі-Дудл денді.
Думай про музику і кроки (ймовірно, щоби не заплутатись при танці)
І з дівчатами будь вправним (ймовірно, вважалось, що простак Янкі-Дудл, не вміє поводитись із жінками, коли танцює).

## Пісня у масовій культурі
- Джазова співачка 1930-х років Біллі Голідей співала пародію на «Янкі-Дудл» з такими слова:

Yankee Doodle never went to town
I've just discovered the story was phony
Let me give you all the real low-down
He didn’t even own a pony
У перекладі
Янкі Дудл ніколи не ходив у місто
Я щойно взнала, що історія була фальшивою,
Я розповім усю правду,
У нього навіть поні не було.
- В 1942 році вийшов американський музично-біографічний фільм Янкі Дудл Денді про Джорджа М. Кохана, відомого як «Людина, яка володіє Бродвеєм».
- У сатиричній комедії Біллі Вайлдера «Один, два, три» (англ. One, two, three) годинник із зозулею, де зозулю замінив Дядько Сем, відмічає час за допомогою пришвидшенної мелодії Янкі-Дудл.